# Yussef Bazzi
Yussef Bazzi (* 1966 in Beirut) ist libanesischer Schriftsteller, Dichter und Journalist.

## Leben und Werk
Bazzi nahm als Kämpfer von 1980 bis 1986 am libanesischen Bürgerkrieg teil. Danach verließ er den Libanon und verarbeitete seine Erfahrungen literarisch. Wieder zurück in Beirut hat er sich als Journalist von zahlreichen Kulturzeitungen in der arabischen Welt einen Namen gemacht. Die Enzyklopädie der arabischen Literatur zählte ihn bereits 1998 zu den Vertretern eines neuen Beiruter Stils.
Yassir Arafat sah mich an und lächelte, sein erstes erzählerisches Werk, erschien 2005 in einer zweisprachigen, arabisch-englischen Ausgabe. 2007 erschien die französische Übersetzung bei Gallimard und 2009 die deutsche bei diaphanes Zürich-Berlin. Daneben veröffentlichte er vier Gedichtsammlungen. Bazzi erhielt den Yousef al-Khal Poetry Prize.

## Werke
- Yassir Arafat sah mich an und lächelte. diaphanes, Zürich; Berlin 2009. ISBN 978-3-03734-056-1